# Фольтан, Ласло
Ла́сло Фо́льтан (Foltán László; 25 мая 1953, Будапешт) — венгерский гребец-каноист, выступал за сборную Венгрии в конце 1970-х — начале 1980-х годов. Чемпион летних Олимпийских игр в Москве, трёхкратный чемпион мира, победитель многих регат национального и международного значения.

## Биография
Ласло Фольтан родился 25 мая 1953 года в Будапеште. Активно заниматься греблей начал в раннем детстве, проходил подготовку в столичном спортивном клубе BSE.
Первого серьёзного успеха на взрослом международном уровне добился в 1977 году, когда попал в основной состав венгерской национальной сборной и побывал на чемпионате мира в болгарской Софии, откуда привёз награду золотого достоинства, выигранную в зачёте двухместных каноэ на дистанции 500 метров. Год спустя выступил на мировом первенстве в югославском Белграде, где защитил своё чемпионской звание, вновь одолев всех соперников.
Благодаря череде удачных выступлений удостоился права защищать честь страны на летних Олимпийских играх 1980 года в Москве — вместе с напарником Иштваном Вашкути завоевал золотую медаль в двойках на полукилометровой дистанции.
После московской Олимпиады Фольтан остался в основном составе национальной сборной Венгрии и продолжил принимать участие в крупнейших международных регатах. Так, в 1981 году он стартовал на чемпионате мира в английском Ноттингеме и в третий раз подряд стал чемпионом в двойках на пятистах метрах. В следующем сезоне на мировом первенстве в Белграде пытался защитить чемпионское звание, но на сей раз оказался лишь третьим, проиграв в финале экипажам из Югославии и СССР. Оставался действующим спортсменом вплоть до 1985 году, однако в последнее время уже не показывал сколько-нибудь значимых результатов.